# Bear Grylls
Pour les articles homonymes, voir Grylls.
Bear Grylls (de son vrai nom Edward Michael Grylls), né le 7 juin 1974 à Donaghadee, en Irlande du Nord, au Royaume-Uni, est un alpiniste, aventurier et écrivain britannique.
Ancien soldat des forces spéciales (SAS), il est surtout connu pour son émission de téléréalité intitulée Seul face à la nature (Man vs. Wild) diffusée aux États-Unis, au Canada, en Australie, en Nouvelle-Zélande, en Inde, en France et en Belgique. Bear Grylls est le plus jeune Britannique à avoir grimpé l'Everest à l'âge de 23 ans. En juillet 2009, il est promu plus jeune chef de l'association britannique de scoutisme à l'âge de 34 ans.

## Biographie

### Jeunesse
Bear Grylls a vécu à Donaghadee en Irlande du Nord jusqu’à l'âge de 4 ans. Il a étudié successivement à l'école Ludgrove, au Eton College et au Birkbeck College de l'université de Londres, où il a obtenu un diplôme en études hispaniques en 2002. Il parle anglais (sa langue maternelle), espagnol et français. Entre 1982 et 1987, il est scout.

### Militaire
Il a servi en tant que soldat au Special Air Service (SAS 21) de 1994 à 1997. Lors de manœuvres en Afrique australe, Bear Grylls est victime d'un grave accident de parachute en chute libre. Il se fracture le dos à trois endroits. Cela met un terme à sa carrière militaire. Après des mois de rééducation, avec l'objectif de réaliser son rêve d'enfant, gravir l'Everest, il est de nouveau opérationnel.

### Alpiniste
Bear Grylls devient en 1997 le plus jeune Britannique à escalader l'Ama Dablam dans l'Himalaya. Mais c'est le 26 mai 1998, alors qu'il n'a que 23 ans, qu'il fait son entrée dans le Livre Guinness des records en tant que plus jeune alpiniste britannique à avoir gravi l'Everest avec succès, après 20 jours d'ascension dans des conditions météorologiques extrêmes et une chute à 5 800 mètres d'altitude qui a failli lui coûter la vie.

### Télévision
Bear Grylls présente une série documentaire intitulée Born Survivor : Bear Grylls pour les Britanniques de Channel 4, connu aux États-Unis sur Discovery Channel sous le nom de Man vs. Wild, Ultimate Survival pour Discovery Channel en Europe, en Asie et en Afrique, Seul face à la nature en France et Seul contre la nature au Québec.
Il est, en général, parachuté dans certains des endroits les plus inhospitaliers de la planète (déserts, marais, montagnes…), et montre aux téléspectateurs la meilleure façon de survivre en ne disposant que d'un couteau, d'une gourde, d'une pierre à feu et parfois d'un parachute. Il lui faut alors trouver de la nourriture et de l'eau puis préparer un abri, le but étant de trouver un village ou toute autre forme de civilisation afin de repartir de cet endroit. L'émission a débuté en 2006. En deux occasions, il est accompagné dans ces aventures par une personnalité, en Suède avec Will Ferrell, et en Islande avec Jake Gyllenhaal.
Au programme : de l'escalade, des repas plutôt étranges et des nuits bien fraîches, voire glaciales, mais avec une connaissance du terrain remarquable. Grylls raconte également des histoires d'autres aventuriers échoués et/ou tués sur ces terres hostiles : Islande, Panama, Australie, Alpes françaises, Alaska, Costa Rica, Mexique, entre autres.

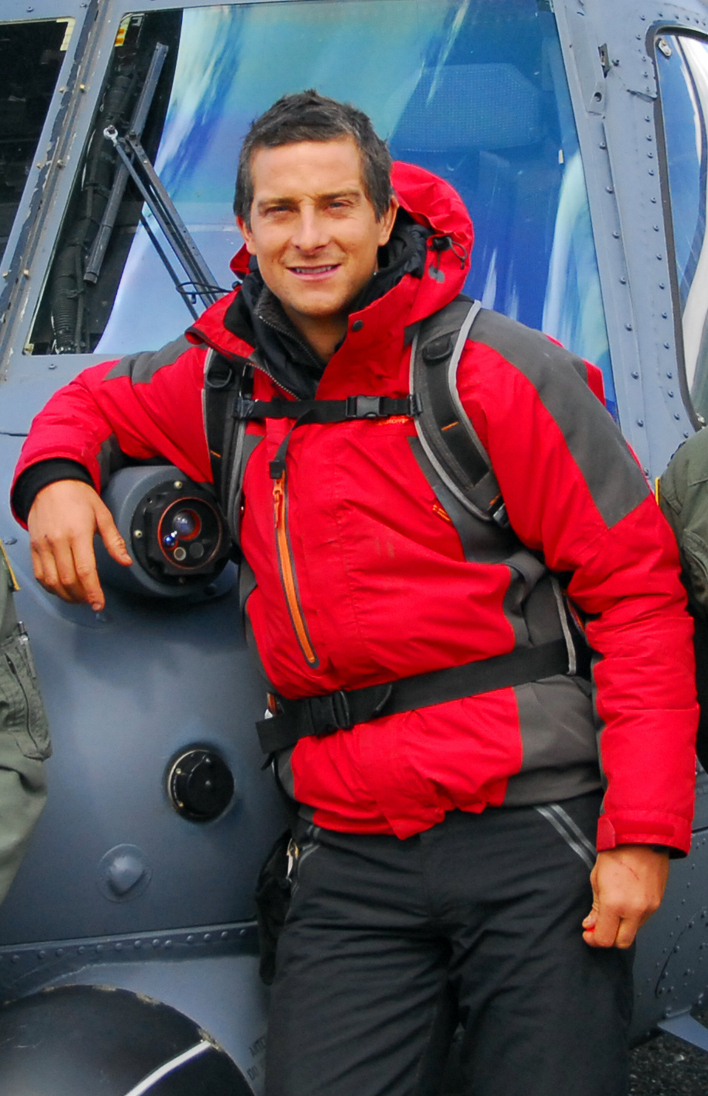
Bear Grylls en 2009.

En 2010, Bear Grylls travaille sur une nouvelle série diffusée sur Discovery Channel, Worst-Case Scenario, qui met ses talents de survie à rude épreuve face aux catastrophes naturelles, aux agressions, aux accidents, aux violences urbaines et aux autres situations hostiles,. La diffusion pour les pays francophones démarre le 14 octobre 2010 sur Discovery Channel sous le titre de Seul face à la ville.
En 2011, Bear Grylls lance une nouvelle série pour Channel 4 au Royaume-Uni appelée : Bear's Wild Weekends, dans laquelle il emmène des personnalités dans des aventures de survie, notamment Miranda Hart dans les Alpes et Jonathan Ross dans la jungle. Ces émissions ont récolté le meilleur taux d'audience de Channel 4 sur la période de Noël 2011.
Le 14 mars 2012, Bear Grylls est licencié par la chaîne Discovery Channel après que celui-ci refuse de participer à deux projets à venir.
Le 6 février 2013, Bear Grylls est de retour sur Discovery Chanel pour une nouvelle émission : Ultimate Survivors. Le concept est le même que Seul face à la nature.
Le 8 juillet, il lance une nouvelle émission, Sortir vivant avec Bear Grylls. Il s'agit de dix équipes de deux personnes, qui s'affrontent pour survivre à l'état sauvage en Nouvelle-Zélande, tout en effectuant différentes tâches et missions. Une équipe par semaine est éliminée. La diffusion est hebdomadaire et prévoit de s'achever le 26 août sur la chaîne américaine NBC.
Le 28 novembre 2013, Discovery Channel France diffuse le premier épisode d'une nouvelle série intitulée Bear Grylls : une virée en enfer. Tout comme dans Seul face à la nature, Bear Grylls montre diverses techniques de survie en milieu hostile, dans des situations qui retracent des histoires vécues par des personnes ayant dû affronter des conditions extrêmes à la suite d'un accident (crash d'avion par exemple). Bear montre comment survivre en s'appuyant sur des documents d'archives et des témoignages. L'émission est diffusée tous les jeudis jusqu'au 2 janvier 2014.
Depuis 2014, NBC diffuse l'émission Running Wild with Bear Grylls. Le programme est basé sur le même concept survivaliste que ce que Grylls a pu faire dans sa carrière, tels que Man vs Wild. La nouveauté ici est qu'une célébrité se joint à lui pour le voyage, comme Barack Obama.
Depuis 2016, il anime sur Channel 4 Celebrity Island with Bear Grylls.
En 2019, il collabore avec Netflix afin de créer la série interactive You vs. Wild. Le concept est de faire choisir au téléspectateur les péripéties de Bear, afin de le faire avancer dans une mission.

## Expéditions

### Everest
Le 16 mai 1998, Bear Grylls a réalisé son rêve d'enfance en grimpant au sommet de l'Everest au Népal, 18 mois après s'être brisé trois vertèbres dans un accident de parachute (fracture du dos en trois endroits). À 23 ans, il était à l'époque parmi les plus jeunes à avoir accompli cet exploit. Pour se préparer à l'escalade à de telles altitudes élevées dans l'Himalaya, en 1997, Bear Grylls est devenu le plus jeune Britannique à grimper l'Ama Dablam, un sommet autrefois décrit par Edmund Hillary comme « inviolable ».

### Circumnavigation du Royaume-Uni
En 2000, Bear Grylls a conduit une équipe à contourner les îles Britanniques en jet ski pendant environ 30 jours, pour amasser des fonds pour la Royal National Lifeboat Institution. Il a également ramé nu dans une baignoire faite maison le long de la Tamise pour amasser des fonds pour un ami qui a perdu ses jambes dans un accident d'escalade.

### Paramoteur sur l'Himalaya
En 2007, Bear Grylls s'est lancé dans un record en paramoteur dans l'Himalaya, près de l'Everest. Il a décollé de 4 400 mètres d'altitude. Il a rapporté avoir regardé le sommet pendant son ascension et avoir fait face à des températures de −60 °C. Il a enduré des niveaux d'oxygène dangereusement bas et a finalement atteint 9 000 mètres, soit près de 3 000 mètres de plus que le précédent record de 6 102 mètres. L'exploit a été filmé pour Discovery Channel dans le monde entier ainsi que Channel 4 au Royaume-Uni. Alors que Bear Grylls prévoyait initialement de survoler l'Everest, le permis a seulement autorisé de voler au sud de l'Everest, interdisant de pénétrer l'espace aérien chinois.

### Voyage Antarctique 2008
En 2008, Bear Grylls a dirigé une équipe de quatre personnes pour grimper sur l'un des sommets les plus reculés du monde en Antarctique, afin de récolter des fonds pour la fondation pour enfants Global Angels et promouvoir l'utilisation des énergies alternatives. Au cours de cette mission, l'équipe a également cherché à explorer la côte de l'Antarctique en bateau gonflable et en jet ski, une partie alimentée au bioéthanol, puis à traverser un vaste désert de glace à l'aide d'un paramoteur électrique et snowkite. Cependant, l'expédition a tourné court après la fracture de l'épaule de Bear Grylls alors qu'il glissait en snowkite sur une étendue de glace jusqu'à 50 km/h et qu'un ski s'est pris sur la glace, le projetant en l'air. Il a dû être évacué médicalement.

### Plus longue chute libre intérieure
Bear Grylls et Freddy MacDonald sont rentrés dans le livre Guinness des records en 2008 pour la plus longue chute libre intérieure continue. Le record précédent était d'une heure et trente-six minutes par une équipe américaine. Bear Grylls et Freddy MacDonald, utilisant une soufflerie verticale à Milton Keynes, ont battu le record de quelques secondes. La tentative était en faveur de l'association caritative Global Angels,.

### Expédition du passage du Nord-Ouest
En août 2010, Bear Grylls a conduit une équipe de cinq personnes en canot pneumatique pour franchir les glaces et traverser les 4 000 km du passage du Nord-Ouest. L'expédition avait pour but de sensibiliser aux effets du réchauffement climatique et de récolter des fonds pour la fondation Global Angels.

## Vie privée
Bear est marié depuis 2000 avec Shara Grylls (née Cannings Knight). Ils ont trois fils : Jesse, Marmaduke et Huckleberry (né le 15 janvier 2009).

## Ambassadeur
Bear Grylls est un ambassadeur de The Prince's Trust, une organisation qui offre une formation, un soutien financier et pratique aux jeunes du Royaume-Uni.
Il est également ambassadeur de Care for Children, une organisation qui collabore avec les gouvernements d'Asie pour aider à créer une alternative positive aux soins institutionnels à travers des soins familiaux locaux pour les enfants défavorisés.

## Livres
Son premier livre, intitulé Facing Up, est entré dans le top 10 des best-sellers au Royaume-Uni, et a été lancé aux États-Unis sous le titre The Kid Who climbed Everest. Le livre raconte son expédition au sommet de l'Everest, à 23 ans.
Son deuxième livre Facing the frozen Ocean a été sélectionné pour le William Hill Sports Book of the Year (en) Award 2004, il y décrit comment, avec une équipe de cinq hommes, il a réalisé la première traversée sans assistance de l'océan Arctique dans un bateau pneumatique (RIB).
Un livre a été écrit pour accompagner la série, Born Survivor: Bear Grylls, expliquant les différentes techniques de survie apprises à partir de certains des pays les plus hostiles. Il a été publié sous le même nom. Ce livre a atteint le top 10 des best-sellers du Sunday Times.
Son dernier livre est un guide des activités de plein air extrêmes, intitulé Great Bear Grylls Outdoor Adventures.
Il a également écrit une série de romans avec comme personnage principal Will Jaeger :
- Le Tombeau d'Acier (4 mai 2016) ;
- Les Anges de Feu (6 octobre 2016) ;
- Le Sanctuaire du Diable (19 octobre 2017).

## Réalisation audiovisuelle
Bear Grylls réalise pour Netflix trois programmes interactifs :
- 2019 : You Vs Wild (série, 8 épisodes) ;
- 2021 : You Vs Wild: Gardons la tête froide (film, 25 minutes) ;
- 2021 : Sauve qui peut, un film You Vs Wild (film, 45 minutes).

Il apparaît par ailleurs dans le film Arthur the King de Simon Cellan Jones sorti en 2024.